# Michelle Dusserre
Michelle Hollis Dusserre, po mężu Farrell (ur. 26 grudnia 1968 w Long Beach) – amerykańska gimnastyczka sportowa. Wicemistrzyni olimpijska z Los Angeles (1984) w wieloboju drużynowym.

## Osiągnięcia
| Rok                   | Zawody                | Konkurencja           | Konkurencja           | Konkurencja           | Konkurencja           | Konkurencja           | Konkurencja           |
| Rok                   | Zawody                | VT                    | UB                    | BB                    | FX                    | AA                    | Team                  |
| Zawody międzynarodowe | Zawody międzynarodowe | Zawody międzynarodowe | Zawody międzynarodowe | Zawody międzynarodowe | Zawody międzynarodowe | Zawody międzynarodowe | Zawody międzynarodowe |
| --------------------- | --------------------- | --------------------- | --------------------- | --------------------- | --------------------- | --------------------- | --------------------- |
| 1984                  | Igrzyska olimpijskie  | 13T QR                | 4T QR                 | 24T QR                | 5 QR                  | 12 QR                 | 2                     |